# Ape (novads)
Ape (łot.: Apes novads) – jeden z łotewskich novadsów, funkcjonujący w latach 2009–2021.

## Historia
Novads powstało na terenach należących przed 2009 do rejonu Alūksne.
W skład novadsu wchodziło miasto Ape oraz cztery pagastsy: Ape, Gaujiena, Trapene i Vireši. Jego stolicą zostało miasto Ape.
Zlikwidowany w ramach reformy administracyjnej 30 czerwca 2021. Wszedł w całości w skład nowego novadsu Smiltene.